# Philosepedon oblongolum
Philosepedon oblongolum är en tvåvingeart som beskrevs av Bravo, Chagas och Cordeiro 2006. Philosepedon oblongolum ingår i släktet Philosepedon och familjen fjärilsmyggor. Inga underarter finns listade i Catalogue of Life.